# Samuel Souprayen
Samuel Souprayen, född 18 februari 1989, är en fransk fotbollsspelare (försvarare) som spelar för Melbourne City.

## Meriter

### Inom klubblag
Stade Rennais
- Championnat de France des 18 ans: 2006/2007
- Coupe Gambardella: 2008